# Astragalus dschangartensis
Astragalus dschangartensis är en ärtväxtart som beskrevs av Georgji Prokopievič Sumnevicz. Astragalus dschangartensis ingår i släktet vedlar, och familjen ärtväxter. Inga underarter finns listade i Catalogue of Life.